# 莫里斯·迪普莱

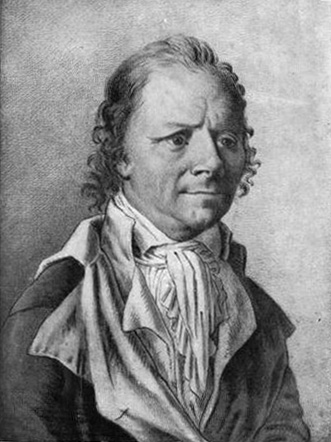
莫里斯·迪普莱

莫里斯·迪普莱（法語：Maurice Duplay，法語發音：[mɔʁis dyplɛ]；1738年12月22日—1820年6月30日）是一名法国木工承包商，法国大革命中的革命者，以及马克西米连·罗伯斯庇尔的房东。
迪普莱于1767年结婚，十年间育有5名子女，在巴黎拥有三处房产。他位于圣奥诺雷街398号的住所，是马克西米连·罗伯斯庇尔在巴黎数年的安身之处（从1791年7月17日到1794年7月28日）。1791年练兵场惨案后，拥护雅各宾派的迪普莱将罗伯斯庇尔接到家中一同居住，直到其死去。

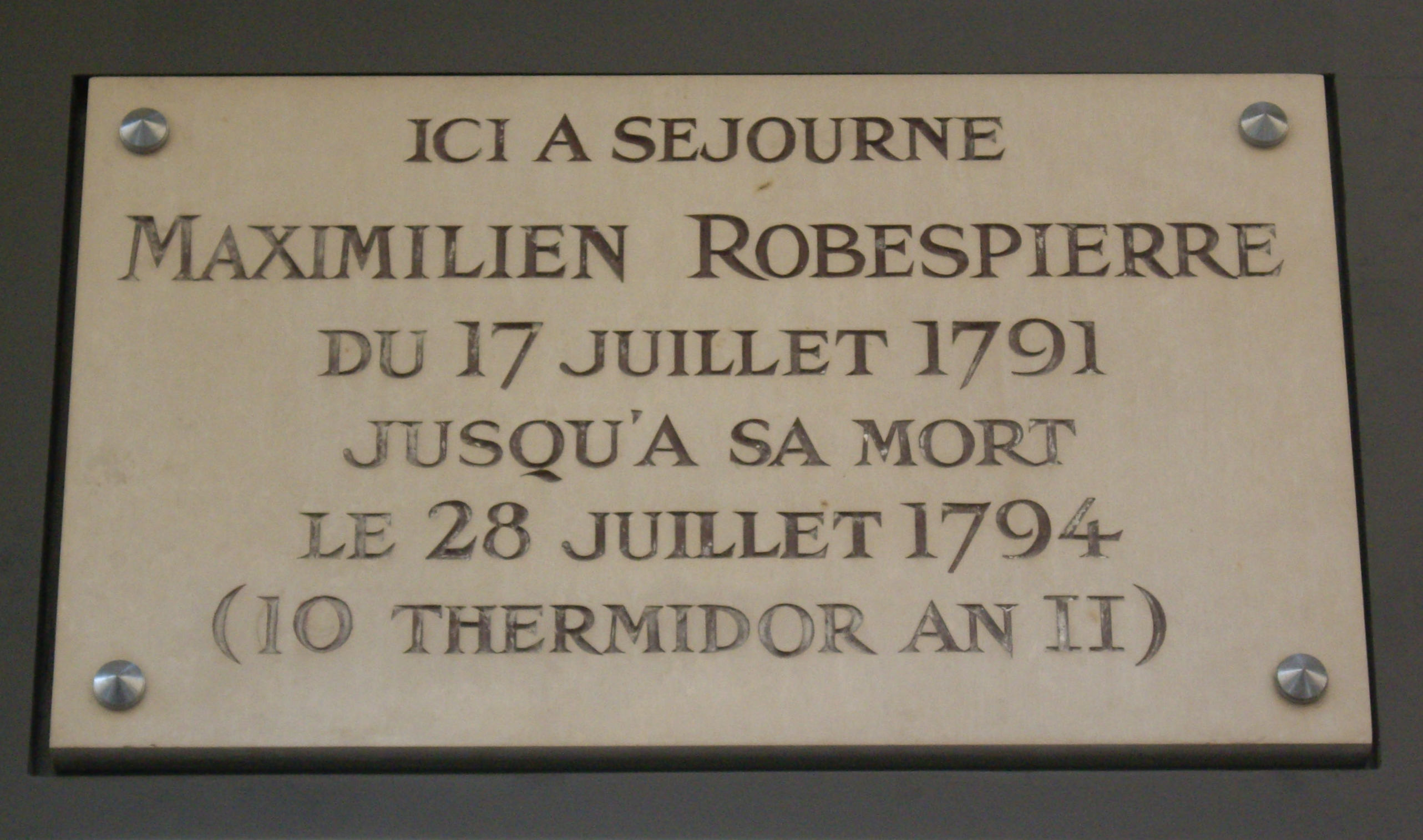
巴黎第一区圣奥诺雷街398号迪普莱住所铭牌

莫里斯·迪普莱本人也担任革命法庭的陪审员。在1794年热月政变中，迪普莱全家人被逮捕，其妻子在热月11日吊死在地牢里。共和三年雪月18日，他与16岁的的儿子雅克·莫里斯转送卢森堡监狱。共和三年花月17日宣告释放。共和四年，高等法院宣告他们父子无罪。他在1820年6月30日去世，安葬于拉雪兹神父公墓。
他有三名子女都在历史上留下了名字：伊丽莎白·迪普莱，嫁给了罗伯斯庇尔的朋友、国民公会代表菲利普·弗朗索瓦·约瑟夫·勒·巴斯；埃莉诺·迪普莱；雅克·莫里斯·迪普莱（1777年至1847年），在共和11年葡月创办报纸l’Indiscret，并是巴黎公民医院行政委员会委员。

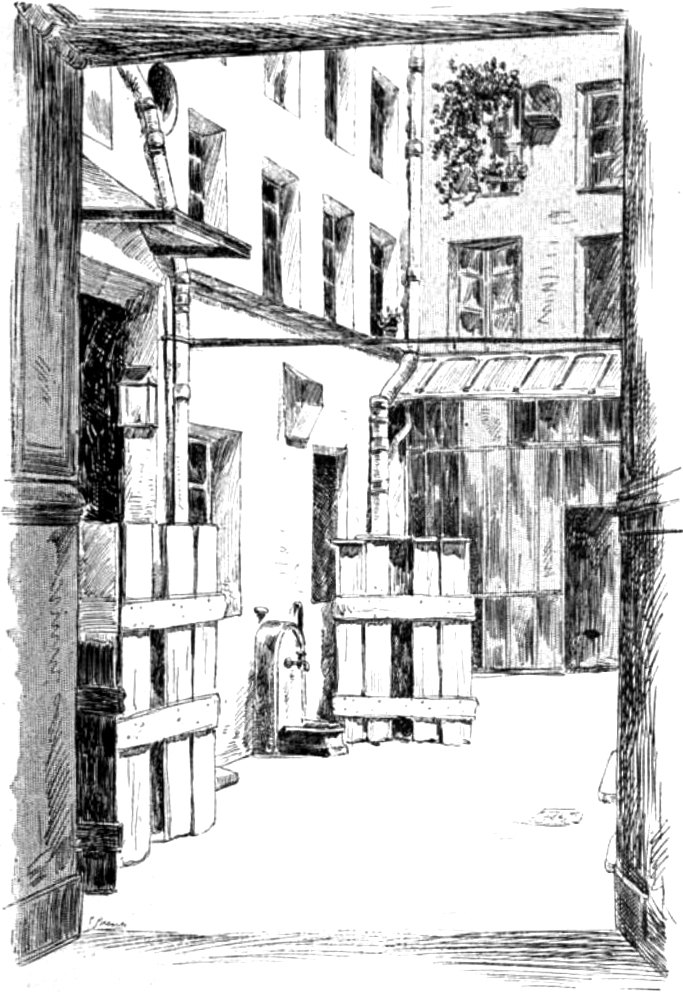

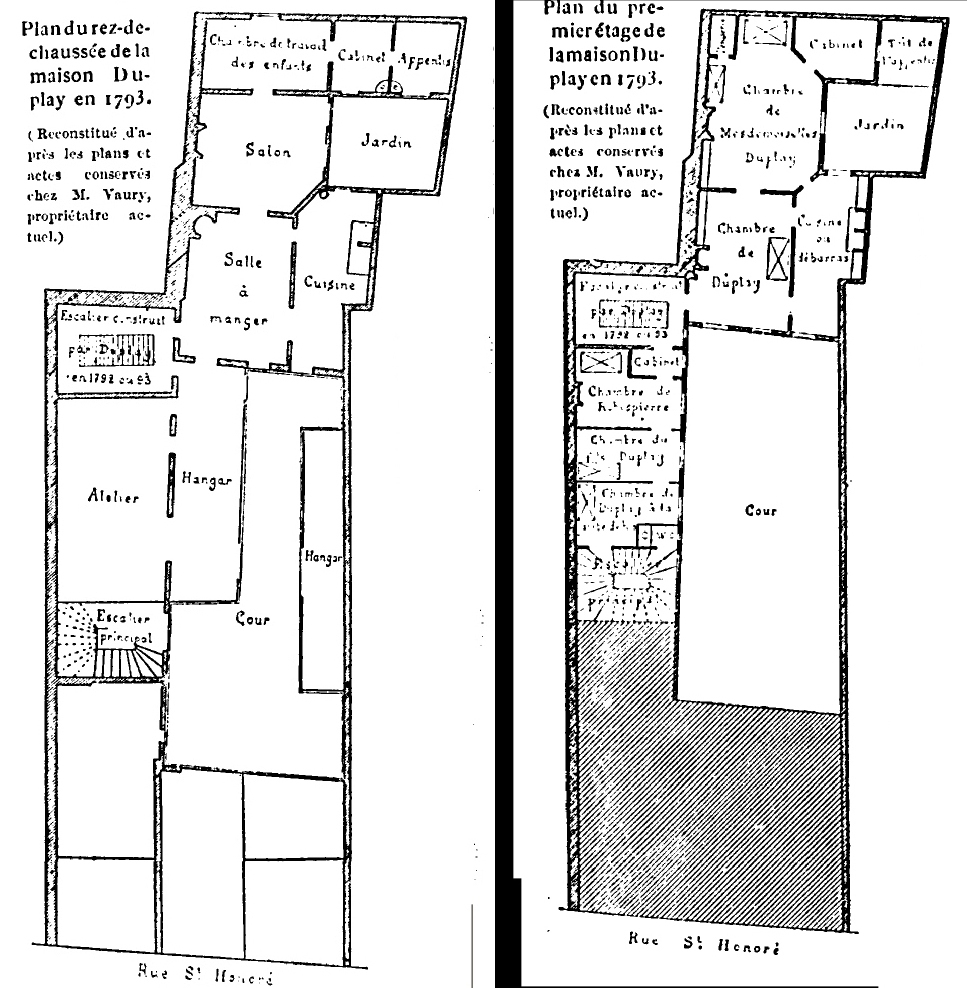